# Австро-Венгерский банк
Австро-Венгерский банк (нем. Österreichisch-Ungarische Bank, венг. Osztrák–Magyar Bank) — центральный банк Австро-Венгрии, а также центральный банк государств, входивших ранее в состав Австро-Венгрии, до создания национальных кредитно-денежных систем.

## История
Австро-Венгерский банк создан 30 сентября 1878 года, находился в совместном управлении Транслейтании и Цислейтании (Австрии и Венгрии).
После распада Австро-Венгрии банк, находившийся в совместном управлении Австрии и Венгрии, продолжал эмиссию австро-венгерской кроны, остававшейся общей валютой Австрии, Венгрии, Чехословакии, а также обращавшейся на территориях Австро-Венгрии, вошедших в состав других стран.
Важнейшей проблемой, которую должны были решить новые государства, была стабилизация курса валюты и предотвращение её дальнейшего обесценивания. Инициативу исправить положение взяла на себя Чехословакия. В первую очередь её правительство потребовало от Австро-Венгерского банка прекратить выплаты по военным облигациям и кредитование правительств Австрии и Венгрии. Позже были проведены переговоры между Австро-Венгерским банком и новообразованными государствами, на которых было принято решение разрешить всем новым государствам самим назначать эмиссаров для контроля за эмиссией. Банк со своей стороны обязался не предоставлять займы без ведома всех эмиссаров.
Однако банк скоро нарушил договорённости с правительствами новых государств, возобновив выплаты по облигациям и прокредитовав правительство Австрии. Потеряв доверие к банку, новые государства стали сами обеспечивать свою экономику. В январе 1919 года обращение австро-венгерской кроны прекращено в Хорватии, в марте того же года — в Чехословакии. Вслед за этим все отделения Австро-Венгерского банка в стране попали под прямой контроль правительства.
Введение собственной валюты в Чехии и Королевстве сербов, хорватов и словенцев угрожало Австрии, так как все непроштампованные кроны попали в эту страну, что могло привести к усилению инфляции. Это заставило правительство Австрии провести проштамповку денег в своей стране. Венгрия проштамповала свою валюту только после окончания войны с Румынией и Чехословакией, а Польша это сделала уже в 1920 году.
31 июля 1924 года Австро-Венгерский банк официально прекратил своё существование.
В здании Австро-Венгерского банка, построенном на площади Свободы в Будапеште в 1902—1905 годах по проекту архитектора Игнаца Альпара, ныне размещается Венгерский национальный банк.